# Função logística

Função logística sigmoide padrão

Uma função logística ou curva logística tem um formato de S comum (curva sigmoide), com equação:
{\displaystyle f(x)={\frac {L}{1+\mathrm {e} ^{-k(x-x_{0})}}}}
Onde {\displaystyle {\rm {e}}} = base dos logaritmos naturais (também conhecido como número de Euler),
{\displaystyle x_{\rm {0}}} = valor de {\displaystyle x} no ponto médio da curva sigmoide,
{\displaystyle L} = valor máximo da curva,
{\displaystyle k} = declividade da curva.
Para valores de {\displaystyle x} no domínio dos números reais de {\displaystyle -\infty } a {\displaystyle +\infty }, a curva sigmoide à direita é obtida (com o gráfico de f se aproximando de {\displaystyle L} conforme {\displaystyle x} se aproxima de {\displaystyle +\infty } e se aproximando de zero conforme {\displaystyle x} se aproxima de {\displaystyle -\infty }).
A função foi nomeada em 1844–1845 por Pierre François Verhulst, que estudou isso relacionando a função ao crescimento populacional. O estágio inicial de crescimento é aproximadamente exponencial, então, conforme a saturação se inicia, o crescimento diminui e, na maturidade, o crescimento para.
A função logística tem aplicações em grande diversidade de áreas, incluindo rede neural artificial, biologia (especialmente ecologia), biomatemática, química, demografia, economia, geociências, psicologia matemática, probabilidades, sociologia, ciências políticas e estatísticas.

## Propriedades matemáticas
Na prática, devido à natureza da função exponencial {\displaystyle {\rm {e}}^{-x}}, é frequentemente suficiente computar {\displaystyle x} ao longo de um pequeno intervalo de números reais como [−6, +6].

### Derivada
A função logística padrão ({\displaystyle k}=1, {\displaystyle x_{\rm {0}}}=0, {\displaystyle L}=1) tem uma derivada fácil de se calcular:
{\displaystyle {\frac {d}{dx}}f(x)=f(x)\cdot (1-f(x)).\,}
Ela também tem a propriedade segundo a qual
{\displaystyle 1-f(x)=f(-x).\,}
Portanto, {\displaystyle x\mapsto f(x)-1/2} é uma função ímpar.

### Função logística diferencial
A função logística é a solução de equações diferenciais não lineares de primeira ordem:
{\displaystyle {\frac {d}{dx}}f(x)=f(x)(1-f(x))}
com condição limite {\displaystyle f(0)={\frac {1}{2}}}. Essa equação é a versão contínua do mapa logístico.
O comportamento qualitativo é facilmente entendido em um diagrama que exibe esse tipo de comportamento: a derivada é nula quando a função é unitária, é positiva para {\displaystyle f\in {\mathopen {]0,1[}}} e negativa para {\displaystyle f>1} ou {\displaystyle f<0}. Isso produz um equilíbrio instável em {\displaystyle 0} e um equilíbrio estável em {\displaystyle 1}; assim, para qualquer valor da função maior que {\displaystyle 0} e menor que {\displaystyle 1}, ela cresce para {\displaystyle 1}.
Pode-se prontamente achar a solução (simbólica) como sendo
{\displaystyle f(x)={\frac {e^{x}}{e^{x}+e^{x_{0}}}}}
Escolhendo a constante de integração {\displaystyle e^{x_{\rm {0}}}=1} dá à equação acima a forma bem conhecida da definição da curva logística
{\displaystyle f(x)={\frac {e^{x}}{e^{x}+1}}\!={\frac {1}{1+e^{-x}}}\!}
Mais quantitativamente, como se pode ver da solução analítica, a curva logística exibe crescimento exponencial inicial para razão negativa, o que desacelera para crescimento linear de inclinação 1/1 para uma razão próxima de 0, então se aproxima de {\displaystyle 1} com uma vala exponencialmente decadente.
A função logística é a inversa à função natural ‘logit’ e, portanto, pode ser usada para converter o logaritmo de chances em uma probabilidade. Na notação matemática, a função logística é, por vezes, escrita como função ‘expit’, da mesma forma que função ‘logit’. A conversão de "log-likelihood ratio" de duas alternativas também toma a forma de uma curva logística.
A função sigmoide logística é relacionada com a tangente hiperbólica, à princípio como
{\displaystyle 2\,f(x)=1+\tanh \left({\frac {x}{2}}\right)}
ou
{\displaystyle \tanh(x)=2\,f(2\,x)-1.}
A última relação resulta de
{\displaystyle \tanh(x)={\frac {e^{x}-e^{-x}}{e^{x}+e^{-x}}}={\frac {e^{x}\cdot \left(1-e^{-2x}\right)}{e^{x}\cdot \left(1+e^{-2x}\right)}}=f(2x)-{\frac {e^{-2x}}{1+e^{-2x}}}=f(2x)-{\frac {e^{-2x}+1-1}{1+e^{-2x}}}=2\,f(2\,x)-1.}

## Aplicações

### Em ecologia: modelagem de crescimento da população

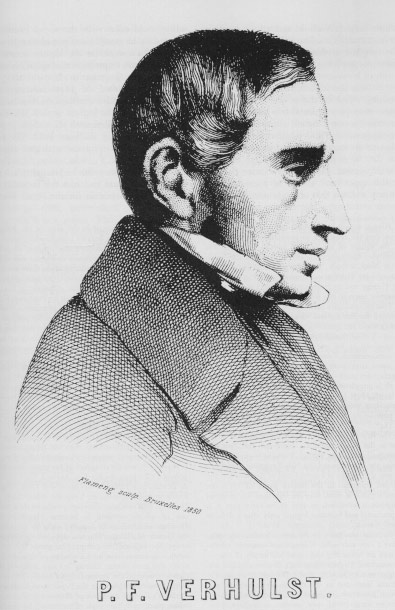
Pierre-François Verhulst (1804–1849)

Uma aplicação típica da equação logística é o modelo comum do crescimento populacional, devido originalmente a Pierre-François Verhulst (1838), onde a taxa de reprodução é proporcional tanto à população existente quanto à quantidade de recursos disponíveis, todo o resto sendo constante. A equação de Verhulst foi publicada após Verhulst ter lido “Um ensaio sobre o princípio da população” de Thomas Malthus. Verhulst derivou a sua equação logística para descrever o crescimento auto-limitante de uma população biológica. A equação foi redescoberta em 1911 por A. G. McKendrick para o crescimento de bactérias em caldo e testada experimentalmente usando uma técnica para estimativa parametrial não linear. Por vezes, a equação é também chamada de equação de Verhulst-Pearl, por conta de sua redescoberta em 1920 por Raymond Pearl (1879–1940) e Lowell Reed (1888–1966) da Universidade Johns Hopkins. Outro cientista, Alfred J. Lotka, derivou a equação novamente em 1925, nomeando-a lei do crescimento populacional.
Sendo que {\displaystyle P} representa o tamanho populacional (apesar de {\displaystyle N} ser frequentemente usado em ecologia) e {\displaystyle t} representa o tempo, esse modelo é formalizado como equação diferencial:
{\displaystyle {\frac {dP}{dt}}=rP\left(1-{\frac {P}{K}}\right)}
na qual a constante {\displaystyle r} define a taxa de crescimento e {\displaystyle K} é a capacidade de carga.
Na equação, o crescimento inicial e desimpedido é modelado pelo primeiro termo {\displaystyle +rP}. O valor da taxa {\displaystyle r} representa o aumento proporcional da população {\displaystyle P} em uma unidade de tempo. Mais tarde, conforme a população cresce, o segundo termo, que multiplicado resulta em {\displaystyle -{\frac {rP^{2}}{K}}}, fica maior do que o primeiro já que membros da população {\displaystyle P} interferem uns nos outros, competindo por alguns recursos críticos, como a comida e o território. Esse efeito antagonista é chamado de gargalo, e é modelado pelo valor do parâmetro {\displaystyle K}. A competição diminui a taxa combinada de crescimento, até que o valor de {\displaystyle P} pare de crescer (isso é chamado maturidade da população). A solução para a equação ({\displaystyle P_{\rm {0}}} sendo a população inicial) é dada abaixo:
{\displaystyle {dP \over dt}=r\ P\left(1-{P \over K}\right)\Rightarrow {\int _{P_{\rm {0}}}^{P(t)}}{1 \over {P\left(1-{P \over K}\right)}}\ dP={\int _{\rm {0}}^{t}}r\ dt\Leftrightarrow K\cdot \int _{P_{\rm {0}}}^{P(t)}{1 \over {P(K-P)}}\ dP=r\ t}
{\displaystyle \Leftrightarrow K\ \int _{P_{\rm {0}}}^{P(t)}{1 \over K}\left({1 \over P}+{1 \over {K-P}}\right)dP=r\ t\Leftrightarrow \int _{P_{\rm {0}}}^{P(t)}{1 \over P}\ dP\ +\int _{P_{\rm {0}}}^{P(t)}{1 \over {K-P}}\ dP=r\ t\Leftrightarrow {\ln \left|P\right|}\ {\bigg |}_{P_{\rm {0}}}^{P(t)}-{\ln \left|{K-P}\right|}\ {\bigg |}_{P_{\rm {0}}}^{P(t)}=r\ t}
{\displaystyle P(t)={{K\ {P_{\rm {0}}}\ e^{r\ t}} \over {K+{P_{\rm {0}}}(e^{r\ t}-1)}}\qquad \blacksquare }
em que
{\displaystyle \lim _{t\to \infty }P(t)=K,\,}
o que é dizer que {\displaystyle K} é o valor limitante de {\displaystyle P} — o maior valor que a população atinge, em tempo infinito —. É importante realçar que a capacidade de carga é assintoticamente alcançada independentemente do valor inicial {\displaystyle P(0)>0}, também no caso de {\displaystyle P(0)>K}.
Em ecologia, espécies são por vezes referidas como r-estrategistas ou K-estrategistas, dependendo do processo seletivo que deu forma às suas estratégias históricas. Escolher as dimensões variáveis para que {\displaystyle n} meça a população em unidades de capacidade de carga e {\displaystyle \tau } meça tempo em unidades de {\displaystyle {\frac {1}{r}}} resulta na equação diferencial adimensional
{\displaystyle {\frac {dn}{d\tau }}=n(1-n)}

#### Capacidade de carga variável em relação ao tempo
Como as condições ambientais influenciam a capacidade de suporte, ela pode ser variável em relação ao tempo {\displaystyle K(t)>0}, levando ao seguinte modelo matemático:
{\displaystyle {\frac {dP}{dt}}=rP\left(1-{\frac {P}{K(t)}}\right)}
Um caso particularmente importante é aquele em que a capacidade de carga varia periodicamente com o período {\displaystyle T}:
{\displaystyle K(t+T)=K(t).\,}
Pode ser mostrado que, em tal caso, independentemente do valor inicial {\displaystyle P(0)>0}, {\displaystyle P(t)} irá tender para uma solução periódica única {\displaystyle P^{*}(t)} cujo período é {\displaystyle T}.
Um valor típico de {\displaystyle T} é um ano: nesse caso, {\displaystyle K(t)} reflete variações periódicas das condições climáticas.
Outra generalização interessante é considerar que a capacidade de carga {\displaystyle K(t)} é uma função da população no tempo inicial, capturando um atraso no modo como a população modifica seu ambiente. Isso leva a uma equação logística atrasada, que tem um comportamento muito rico, com biestabilidade em algum intervalo do parâmetro, assim como um decréscimo monotônico até zero, crescimento exponencial suave, crescimento pontuado ilimitado, crescimento pontuado ou alternação a um nível estacionário, aproximação oscilatória a um nível estacionário, oscilações sustentáveis, singularidades em tempo finito assim como morte em tempo finito.

### Em estatística e aprendizagem de máquinas
Funções logísticas são usadas para designar vários papéis em estatística. Por exemplo, eles são as funções de distribuição acumulativa da família logística de distribuições. Exemplos mais específicos são:
Regressão logística
Funções logísticas são usadas na regressão logística para modelar como a probabilidade p de um evento pode ser afetado por uma ou mais variáveis explicativas: um exemplo seria o modelo
{\displaystyle p=P(a+bx)\,}
Onde {\displaystyle x} é a variável explicativa e {\displaystyle a} e {\displaystyle b} são parâmetros modelos a serem encaixados.
Regressões logísticas e outros modelos log-lineares são também comumente usados em aprendizado de máquinas. Uma generalização da função logística para múltiplas entradas é a ativação de função softmax, usada em regressões logísticas multinomiais.
Outro uso da função logística está no modelo Rasch, usado na teoria de resposta ao item. Em particular, o modelo Rasch forma uma base para estimativa de máxima verossimilhança da localização de objetos ou pessoas em um continuum, baseado em coleções de dados de categorias, por exemplo das habilidades de pessoas num continuum com base em respostas que foram categorizadas como corretas e incorretas.
Redes neurais
Funções logísticas são frequentemente usadas em redes neurais para introduzir não-linearidade no modelo e/ou para captar sinais dentro de um alcance específico. Um elemento neural popular computa uma combinação linear de seus sinais e aplica uma função logística relacionada com o resultado; esse modelo pode ser visto com uma variante suavizada do clássico neurônio limiar.
Uma escolha comum para a a função de ativação, usado para recortar grandes magnitudes a fim de manter a resposta da rede neural delimitada é
{\displaystyle g(h)={\frac {1}{1+e^{-2\beta h}}}\!}
que é uma função logística. Essas relações resultam em implementações simplificadas das redes neurais artificiais com neurônios artificiais. Profissionais advertem que funções sigmoides que são anti-simétricas sobre a origem(por exemplo, a tangente hiperbólica) levam à convergência mais rápida quando treinando redes com 'backpropagation'
A função logística é por si só derivada de outra função de ativação sugerida, o softplus.

### Em medicina: modelagem de crescimento de tumores
Outra aplicação da curva logística é na medicina, onde a função logística diferencial é usada para modelar o crescimento de tumores. Essa aplicação pode ser considerada uma extensão do uso mencionado acima no campo de ecologia. Denotando com {\displaystyle X(t)} o tamanho do tumor no tempo {\displaystyle t}, as suas dinâmicas são governadas por:
{\displaystyle X^{\prime }=r\left(1-{\frac {X}{K}}\right)X}
Que é do tipo:
{\displaystyle X^{\prime }=F\left(X\right)X,F^{\prime }(X)\leq 0}
Onde {\displaystyle F(X)} é a taxa de proliferação do tumor.
Se a quimioterapia é iniciada com um efeito 'log-kill', a equação pode ser revista como
{\displaystyle X^{\prime }=r\left(1-{\frac {X}{K}}\right)X-c(t)X,}
onde {\displaystyle c(t)} é a taxa de morte induzida por terapia. No caso idealizado de terapia muito longa, {\displaystyle c(t)} pode ser modelado como uma função periódica (de período {\displaystyle T}) ou (em caso de terapia de infusão contínua) como uma função constante, por exemplo:
{\displaystyle {\frac {1}{T}}\int _{0}^{T}{c(t)\,dt}>r\rightarrow \lim _{t\rightarrow +\infty }x(t)=0}
Ou seja, se a taxa média de morte por terapia induzida é maior do que a taxa de proliferação, então há a erradicação da doença. Claro, isso é um modelo muito simplificado tanto de crescimento quanto de terapia (por exemplo: não leva-se em conta o fenômeno de resistência clonal).

### Em química: modelos de reação
As concentrações de reagentes e produtos em reações autocatalíticas seguem a função logística.

### Em física: distribuição de Fermi
A função logística determina a distribuição estatística de férmions dos estados de energia de um sistema em equilíbrio térmico. Em particular, isso é a distribuição das probabilidades que cada nível de energia possível é ocupado por um férmion, de acordo com a estatística de Fermi-Dirac.

### Em linguística: mudança de linguagem
Em linguística, a função logística pode ser usada para modelar a mudança de linguagem: uma inovação que é inicialmente marginal começa a se espalhar mais rapidamente com o tempo e, então, mais lentamente, conforme é mais universalmente adotada.

### Em economia: difusão de inovações
A função logística pode ser usada para ilustrar o progresso da difusão de um inovação durante seu ciclo de vida. Historicamente, quando novos produtos são introduzidos, há uma intensa quantidade de pesquisa e desenvolvimento que leva a melhoras dramáticas em qualidade e redução do custo. Isso leva a um período de rápido crescimento industrial. Alguns dos exemplos mais famosos são: trilhos, lâmpadas incandescentes, energia elétrica, carros e transporte aéreo. Eventualmente, as oportunidades de melhorias dramáticas e de reduções de custo acabam, o produto ou processo tem seu uso amplamente disseminado com poucos novos clientes em potencial restantes, e os mercados se tornam saturados.
A análise logística era usada em artigos científicos de diversos pesquisadores no Instituto Internacional de Análise de Sistemas Aplicados. Esses artigos lidam com a difusão de várias inovações, infraestruturas e substituições de fontes de energias com o papel do trabalho na economia e com o longo ciclo econômico. Longos ciclos econômicos eram investigados por Robert Ayres (1989). Cesare Marchetti publicou sobre longos ciclos econômicos e sobre a difusão de inovações. O livro de Arnulf Grübler (1990) dá grande atenção à difusão de infraestruturas, incluindo canais, trilhos, rodovias e linhas aéreas, demonstrando que a sua difusão seguia curvas com formato logístico.
Carlota Perez usou uma curva logística para ilustrar o longo ciclo de negócios com os rótulos seguintes: começo de uma era tecnológica como irrupção, a ascensão como delírio, a rápida construção como sinergia e a realização como maturidade.